# Рехобот-Біч
Рехобот-Біч (англ. Rehoboth Beach) — місто (англ. city) в окрузі Сассекс штату Делавер США. Населення — 1327 осіб (2010, на 11,2 % менше у порівнянні з 2000 роком).
Рехобот-Біч є популярним місцем відпочинку, і в літній сезон відпусток його населення в межах міста перевищує 25000 осіб, кілька тисяч людей перебувають в околицях міста.

## Географія
Рехобот-Біч розташований за координатами 38°43′3″ пн. ш. 75°4′50″ зх. д. / 38.71750° пн. ш. 75.08056° зх. д. (38.717446, -75.080611).  За даними Бюро перепису населення США в 2010 році місто мало площу 4,26 км², з яких 3,04 км² — суходіл та 1,22 км² — водойми.
На сході омивається Атлантичним океаном, з півночі самоврядним міським поселенням «Землі Хенлопен» (Henlopen Acres), а на заході та півдні територіями поза міською межею округу Сассекс (Sussex County). Так само на північ від Рехобут-Біч розташований парк Cape Henlopen, на півдні ж розташоване місто Дьюї-Біч (Dewey Beach).
| Відстань до інших населених пунктів | Відстань до інших населених пунктів | Відстань до інших населених пунктів |
| ----------------------------------- | ----------------------------------- | ----------------------------------- |
| Нью-Йорк — 238 км                   | Лос-Анджелес — 3883 км              | Чикаго — 1124 км                    |
| Г'юстон 2110 — км                   | Філадельфія 144 — км                | Фінікс — 3352 км                    |
| Сан-Антоніо — 2385 км               | Сан-Дієго — 3821 км                 | Даллас — 2061 км                    |
| Сан-Хосе — 4058 км                  | Джексонвілл — 1110 км               | Індіанаполіс — 961 км               |

### Клімат
| Клімат : Рехобот-Біч         | Клімат : Рехобот-Біч | Клімат : Рехобот-Біч | Клімат : Рехобот-Біч | Клімат : Рехобот-Біч | Клімат : Рехобот-Біч | Клімат : Рехобот-Біч | Клімат : Рехобот-Біч | Клімат : Рехобот-Біч | Клімат : Рехобот-Біч | Клімат : Рехобот-Біч | Клімат : Рехобот-Біч | Клімат : Рехобот-Біч | Клімат : Рехобот-Біч |
| Показник                     | Січ.                 | Лют.                 | Бер.                 | Квіт.                | Трав.                | Черв.                | Лип.                 | Серп.                | Вер.                 | Жовт.                | Лист.                | Груд.                | Рік                  |
| Абсолютний максимум, °C      | 25,6                 | 30,0                 | 31,7                 | 33,3                 | 36,1                 | 38,9                 | 38,3                 | 38,3                 | 36,7                 | 33,3                 | 31,1                 | 25,0                 | 38,9                 |
| Середній максимум, °C        | 6,4                  | 7,4                  | 11,3                 | 16,8                 | 21,9                 | 27,2                 | 29,6                 | 28,7                 | 25,6                 | 20,0                 | 14,4                 | 8,8                  | 18,2                 |
| Середня температура, °C      | 2,4                  | 3,3                  | 6,9                  | 12,2                 | 17,3                 | 22,7                 | 25,3                 | 24,4                 | 21,2                 | 15,3                 | 10,0                 | 4,8                  | 13,9                 |
| Середній мінімум, °C         | −1,6                 | −0,9                 | 2,6                  | 7,6                  | 12,6                 | 18,1                 | 20,9                 | 20,1                 | 16,8                 | 10,7                 | 5,6                  | 0,8                  | 9,5                  |
| Абсолютний мінімум, °C       | −23,9                | −17,8                | −12,8                | −7,8                 | 0,0                  | 4,4                  | 8,3                  | 8,3                  | 2,8                  | −3,3                 | −8,9                 | −17,8                | −23,9                |
| Норма опадів, мм             | 91                   | 76                   | 106                  | 92                   | 94                   | 84                   | 113                  | 118                  | 98                   | 93                   | 91                   | 96                   | 1151                 |
| Вологість повітря, %         | 68.7                 | 67.2                 | 64.3                 | 63.5                 | 68.1                 | 71.1                 | 71.1                 | 73.7                 | 71.9                 | 70.2                 | 69.2                 | 68.4                 | 69.0                 |
| ---------------------------- | -------------------- | -------------------- | -------------------- | -------------------- | -------------------- | -------------------- | -------------------- | -------------------- | -------------------- | -------------------- | -------------------- | -------------------- | -------------------- |
| Джерело: The Weather Channel |                      |                      |                      |                      |                      |                      |                      |                      |                      |                      |                      |                      |                      |

## Демографія
Згідно з переписом 2010 року, у місті мешкало 1327 осіб у 761 домогосподарстві у складі 312 родин. Густота населення становила 311 особа/км².  Було 3219 помешкань (756/км²).
Расовий склад населення:
| - 97,3 % — білих - 1,1 % — чорних або афроамериканців - 0,7 % — азіатів - 0,2 % — корінних американців - 0,5 % — осіб інших рас |

Частка іспаномовних становила 3,6 % від усіх жителів.
За віковим діапазоном населення розподілялося таким чином: 6,2 % — особи молодші 18 років, 58,8 % — особи у віці 18—64 років, 35,0 % — особи у віці 65 років та старші. Медіана віку мешканця становила 59,1 року. На 100 осіб жіночої статі у місті припадало 106,7 чоловіків;  на 100 жінок у віці від 18 років та старших — 106,5 чоловіків також старших 18 років.
Середній дохід на одне домашнє господарство  становив 142 928 доларів США (медіана — 82 569), а середній дохід на одну сім'ю — 135 806 доларів (медіана — 102 917). За межею бідності перебувало 8,2 % осіб, у тому числі 30,8 % дітей у віці до 18 років та 0,8 % осіб у віці 65 років та старших.
Цивільне працевлаштоване населення становило 440 осіб. Основні галузі зайнятості: науковці, спеціалісти, менеджери — 21,8 %, фінанси, страхування та нерухомість — 17,0 %, освіта, охорона здоров'я та соціальна допомога — 15,7 %.